# 11087 Yamasakimakoto
11087 Yamasakimakoto eller 1993 TK1 är en asteroid i huvudbältet som upptäcktes den 15 oktober 1993 av de båda japanska astronomerna Kazuro Watanabe och Kin Endate vid Kitami-observatoriet. Den är uppkallad efter Makoto Yamasaki.